# Jean-Michel di Falco
Jean-Michel di Falco (Marsiglia, 25 novembre 1941) è un vescovo cattolico francese, dall'8 aprile 2017 vescovo emerito di Gap. È il principale sostenitore della causa di beatificazione di Benoîte Rencurel ed è anche noto al grande pubblico per l'essere stato il portavoce della Conferenza episcopale di Francia e per i suoi interventi sulla stampa e sui media. È anche cofondatore del canale KTO e del gruppo Les Prêtres.

## Biografia
Monsignor Jean-Michel di Falco è nato a Marsiglia il 25 novembre 1941 dal matrimonio di Gaston Di Falco, tecnico della radio, e Mauricette Léandri. I suoi genitori non erano praticanti. All'età di tre anni è andato a messa per la prima volta e ne è uscito con il desiderio di diventare sacerdote. Quando aveva quattro anni, suo padre ha lasciato la famiglia.

### Formazione e ministero sacerdotale
Ha presto interrotto gli studi per ottenere un certificato di attitudine professionale (CAP) di fresatore nel centro di apprendimento "Le Chatelier". Nel 1959 è stato assunto come dipendente di un'agenzia di distribuzione cinematografica, Les Films Océanic.
Ha poi ripreso gli studi nel seminario per vocazioni adulte di Rencurel, nella diocesi di Grenoble, e poi nel seminario maggiore di Marsiglia e all'Institut catholique di Parigi, dove ha ottenuto la laurea in filosofia. È laureato anche in scienze dell'educazione.
Il 29 giugno 1968 è stato ordinato presbitero per l'Arcidiocesi di Marsiglia. In seguito è stato insegnante di pedagogia cattolica dal 1969 al 1984 e direttore dell'Istituto superiore di pedagogia dell'Institut catholique di Parigi dal 1977 al 1982. Parallelamente, è stato direttore e cappellano delle classi elementari della scuola "San Tommaso d'Aquino" di Parigi dal 1968 al 1974, quindi delle classi elementari della scuola "Bossuet" di Parigi dal 1974 al 1984. È stato anche cappellano della classe di Hulst a Parigi e dell'Ecole des Roches di Verneuil-sur-Avre dal 1976 al 1989 e consigliere pedagogico degli Istituti scolastici nei 15º e 17º arrondissement di Parigi.
Ha collaborato con l'UNESCO dal 1980 al 1985 ed è stato membro del team del Centro nazionale per l'educazione religiosa dal 1980 al 1982 e presidente della Commissione dei bambini e dei media dell'International Catholic Child Bureau dal 1980 al 1984.
Dal 1982 al 1987 è stato direttore della rivista Fiches du cinéma, cronista religioso di RTL e delegato generale dei mezzi di comunicazione di massa cattolici.
Nel 1987 ha ricevuto il premio "Georges Bernanos".
Dal 1987 al 1996 ha ricoperto gli uffici di portavoce della Conferenza episcopale di Francia, di cui è divenuto anche segretario aggiunto, e quello di segretario del comitato permanente per l'informazione e la comunicazione.
Nel 1996 è stato nominato consigliere culturale e addetto ecclesiastico dell'ambasciata di Francia presso la Santa Sede a Roma, direttore del Centro studi di Saint-Louis-de-France a Roma e direttore spirituale del Pontificio seminario francese.
Nel 1995 papa Giovanni Paolo II lo ha nominato prelato d'onore di Sua Santità.
Nel 1999, su richiesta del cardinale Jean-Marie Lustiger, ha fondato il canale televisivo KTO.

### Ministero episcopale
Il 4 luglio 1997 papa Giovanni Paolo II lo ha nominato vescovo ausiliare di Parigi e titolare di Vallis. Ha ricevuto l'ordinazione episcopale il 10 ottobre successivo nella cattedrale di Notre-Dame a Parigi dal cardinale Jean-Marie Lustiger, arcivescovo metropolita di Parigi, co-consacranti l'arcivescovo metropolita di Rouen Joseph Marie Louis Duval e quello di Marsiglia Bernard Louis Auguste Paul Panafieu.
Il 2 settembre 2003 papa Giovanni Paolo II lo ha nominato vescovo ausiliare di Gap. Il 18 novembre dello stesso anno il pontefice lo ha nominato vescovo della stessa diocesi.
Il 31 dicembre 2007 ai vescovi di Gap è stato unito il titolo di Embrun: di questo avvenimento è stato dato solenne annuncio durante la Messa crismale del 18 aprile 2008, celebratasi straordinariamente nella concattedrale di Embrun.
Nel dicembre del 2012 ha compiuto la visita ad limina.
In seno alla Conferenza episcopale di Francia ha presieduto il consiglio per la comunicazione fino all'ottobre del 2010. Ha inoltre presieduto la commissione per i media dei vescovi europei ed è stato consultore del Pontificio consiglio delle comunicazioni sociali dal 27 gennaio 2001.
A nome della Chiesa cattolica, il 4 maggio 2008 monsignor Di Falco ha riconosciuto ufficialmente il carattere soprannaturale delle apparizioni di Maria a Benoîte Rencurel. Queste sono le prime apparizioni riconosciute in Francia da parte della Chiesa cattolica dopo quelle di Pontmain del 1872. Monsignor Di Falco è un grande sostenitore della beatificazione di Benoîte Rencurel. È stato lui che nel 2003 ha iniziato il processo di riconoscimento delle apparizioni, necessario per compilare il dossier per la causa di beatificazione della veggente, cominciata nel 1996. Sotto l'egida di monsignor René Combal, sei esperti - un teologo, uno storico, un biblista, uno psicanalista, uno psicologo e un magistrato - hanno studiato per tre anni la verità biologica, i fatti storici e scientifici, i manoscritti e le testimonianze dell'epoca. Il 3 aprile 2009 Benoîte Rencurel è stata riconosciuta venerabile da papa Benedetto XVI.
L'8 aprile 2017 papa Francesco ha accettato la sua rinuncia al governo pastorale della diocesi per raggiunti limiti di età.

## Les Prêtres
Per finanziare le attività caritative, ha fondato il gruppo musicale Les Prêtres, composto da padre Charles Troesch e padre Jean-Michel Bardet, entrambi sacerdoti della sua diocesi, e Joseph Dinh Nguyen Nguyen, prima seminarista della sua diocesi e poi laico e sposato. Nel marzo del 2010 hanno pubblicano l'album Spiritus Dei. Esso ha venduto oltre 800 000 copie, ottenendo il disco di platino e il secondo posto nella classifica ufficiale di vendite di album in Francia. Dei proventi della vendita degli 800 000 dischi, monsignor Di Falco ha annunciato che avrebbe devoluto 200 000 euro alla scuola "Santa Teresa" di Antsirabe in Madagascar, 200 000 euro per il restauro della cappella del Preziosissimo Sangue di Notre-Dame-du-Laus, 100 000 euro all'associazione Akamasoa presieduta da padre Pedro che ha salvato molti bambini che cercavano cibo fra la spazzatura ad Antananarivo in Madagascar e 50 000 euro all'associazione APRES, presieduta da Yves Duteil, che si occupa di istruzione in India.
Il gruppo ha poi pubblicato gli album Gloria nell'aprile del 2011 e Amen nell'aprile del 2014, ottenendo sempre maggiori successi.

## Accuse di pedofilia
Nel 2001, un uomo ha presentato una denuncia contro il vescovo per abusi sessuali avvenuti quando era minorenne. Tuttavia i fatti, che sarebbero risaliti a trent'anni prima, erano prescritti dalla legge francese. Pochi anni dopo, Renaud Revel, un giornalista de L'Express che aveva largamente trasmesso le informazioni, ha detto sul suo blog che monsignor Di Falco era stato "ingiustamente accusato nelle [sue] pagine di pedofilia". Nel settembre del 2016 il caso è stato rilanciato.
La vicenda ha suscitato un grosso scandalo. Molti articoli e anche un libro sono stati pubblicati su questo argomento. La magistratura ha aperto un'indagine preliminare sui fatti addebitati al vescovo risalenti agli anni tra il 1972 e il 1975. Il dossier è stato poi archiviato a causa della prescrizione. Inoltre, la denuncia per diffamazione presentata dal vescovo è stata chiusa per mancanza di prove. Nel 2017, la presunta vittima ha attaccato di nuovo monsignor Di Falco, questa volta in sede civile. Da parte sua, il signor Baratelli, avvocato del vescovo, ha denunciato una procedura di assegnazione "indegna". Egli riteneva che la presunta vittima abbia diffamato il suo cliente, mentre già le denunce precedenti erano state inconcludenti. Secondo lui, il suo cliente era stato accusato ingiustamente. In ogni caso, il vescovo si presumeva innocente. Con sentenza del 12 marzo 2018, l'Alta Corte ha dichiarato inammissibili le richieste di risarcimento, poiché i presunti atti criminali erano prescritti. La corte ha ordinato all'accusatore di pagare le spese legali del vescovo.

## Opinioni e polemiche
Nel 2009 ha affermato che chi pratica un comportamento sessuale rischioso deve usare il preservativo per evitare di aggiungere un crimine o un comportamento suicida al mancato rispetto delle raccomandazioni della Chiesa: "Se hai un comportamento rischioso, non bisogna essere né criminali né suicidi e usare gli strumenti che sono disponibili per le persone, quindi il preservativo, per cercare di limitare i rischi".
Ha criticato l'atteggiamento di monsignor José Cardoso Sobrinho, arcivescovo metropolita di Olinda e Recife, che ha scomunicato la madre e il medico che hanno fatto abortire una ragazza rimasta incinta dopo una violenza sessuale da parte del patrigno.
In occasione della Pasqua del 2009 ha presentato un'opera di Paul Fryer raffigurante Cristo su una sedia elettrica nella cattedrale di Nostra Signora Assunta e Sant'Arnoux a Gap. Questa Pietà ha provocato forti reazioni tra la comunità cattolica che è divisa sul giudicare se tale opera sia scandalosa o benefica. Il vescovo si è giustificato dicendo che lo scopo principale dell'opera era quello di costringere le persone a venire in chiesa e a interrogarsi sul mistero della Croce: "Se c'è uno scandalo per alcuni, non è dove pensano! Lo scandalo è la nostra indifferenza per la croce di Cristo".
Nel 2014 monsignor Di Falco è diventato presidente del Comitato di sostegno di Jérôme Kerviel che stava andando a Roma a piedi, dove ha incontrato Papa Francesco. Nel maggio del 2014 ha chiesto pubblicamente al presidente François Hollande di concedere a Kerviel la grazia. Era stato arrestato per un grave scandalo finanziario.
Nel febbraio del 2013, tramite un video intitolato "Changer le genre de Dieu" e distribuito dal settimanale Le Point, ha commentato il cambiamento di significato della parola "matrimonio" che stava avvenendo dopo che la sua definizione "non è cambiata nei dizionari per secoli". Il 17 agosto 2014, in un'intervista al quotidiano Le Dauphiné libéré ha detto: "Il matrimonio è l'unione di un uomo e una donna. [...] Per quanto riguarda le manifestazioni, inizialmente piuttosto accomodanti, si sono trasformate strada facendo. Penso anche che i bambini non debbano partecipare a queste manifestazioni. Non è il loro posto". È sorta una polemica e le sue osservazioni sono state fortemente criticate e confutate dall'associazione La Manif pour tous. Il 19 ottobre, nella sua rubrica settimanale su Le Point, ha ricevuto diverse lettere anonime in cui è stato criticato, insultato e persino minacciato di morte.
Il 30 marzo 2015 mentre i Les Prêtres dovevano fare un concerto al teatro Olympia a favore di cristiani orientali, vittime del genocidio ordinato soprattutto dalla Stato Islamico, monsignor Di Falco ha rivelato che la menzione di questo supporto sui manifesti era stata rifiutata dal Régie autonome des transports parisiens prima per motivi di "secolarismo" e poi "neutralità in un conflitto armato". Ha detto: "Dire che non prendiamo le parti di chi deve affrontare un genocidio è viltà: quando una popolazione è massacrata sistematicamente, ne approfittiamo. Ed è per questo che non abbiamo preso le parti quando c'era l'Olocausto". Il caso ha preso una vera e propria svolta politica e giuridica.

## Opere

### Libri
- Il y a longtemps que je t'aime (je prépare ma première communion), Parigi, Droguet & Ardant, 1982, 42 p. ISBN 2-7041-0101-9
- Un Chrétien vous parle. Tome 1, Limoges, Droguet & Ardant, 1986, 127 p. ISBN 2-7041-0325-9
- Du côté de l'école, con Jean-Pierre Rosa, Parigi, Nouvelle Cité, 1986, 186 p. ISBN 2-85313-134-3
- Un Chrétien vous parle, Tome 2, Parigi, Éd. S.O.S., 293 p. ISBN 2-7185-1002-1
- Le Gàrri, Paris, Lattès, 1992, 239 p. ISBN 2-7096-1066-3
- Le Journal de l'Évangile, Parigi, Lattès, 1992, 215 p. ISBN 2-7096-1321-2
- 100 questions sur la foi, Parigi, Le Centurion, 1993, 98 p. ISBN 2-227-36238-3
- Conversation avec Dieu : de saint Augustin à Woody Allen, Parigi, Ramsay, 1995, 483 p. ISBN 2-84114-069-5
- Le Journal des papes, avec Bruno Valentin, Parigi, Ramsay, 1995, 203 p. ISBN 2-84114-128-4
- Une Œuvre de Georges Autard (opera collettiva), Marsiglia, Éd. Bernard Muntaner, 1993, 90 p. ISBN 2-9506256-4-9 (sei autori intervistano lo stesso lavoro. Il contributo di J.-M. Di Falco è intitolato "Perte du sang, perte du sens")
- L'Amour crucifié : chemin de croix, con Alexandre Joly, Paris, Fayard, Parigi, 1997, 109 p. + 1 CD ISBN 2-213-59876-2
- Teresa ou Les miracles de la foi, Parigi Éd. n°|1, 1997, 292 p. ISBN 2-86391-798-6
- Ces papes qui ont fait l'Église, con Bruno Valentin, Parigi, L'Archipel, 2000, 120 p. ISBN 2-84187-236-X
- Je crois, moi non plus : dialogue entre un évêque et un mécréant, con Frédéric Beigbeder, Parigi, Calmann-Lévy, 2004, 252 p. ISBN 2-7021-3423-8
- Quand des médias dévoilent l'intime : quelques repères, con Jean-Charles Marie Descubes, Parigi, Éd. du Cerf, Bayard & Fleurus-Mame, 2006 69 p. ISBN 2-204-08186-8, ISBN 2-227-47630-3 et ISBN 2-7289-1196-7,
- Faut-il avoir peur des religions ? , con Tariq Ramadan e Élie Barnavi, Parigi, Éd. Mordicus, 2008, 92 p. ISBN 978-2-7557-0403-7 (interviste realizzate da Marie Vaton)
- Benoîte Rencurel, la visionnaire du Laus, Les Plans-sur-Bex & Parigi, Parole et silence & Desclée de Brouwer, 2008, 194 p. ISBN 978-2-84573-682-5
- Le Livre noir de la condition des chrétiens dans le monde, con Timothy Radcliffe e Andrea Riccardi (coordinati da Samuel Lieven), Parigi, XO Éd., 2014, 811 p. ISBN 978-2-8456-3652-1 (quest'opera nel 2015 vinse il prix document di Lauriers Verts a La Forêt des livres)

### Canzoni
- Spiritus Dei in Spiritus Dei, 2010
- Glorificamus Te in Gloria, 2011
- Au commencement in Gloria, 2011
- Mon enfant est parti in Gloria, 2011
- Prière à Marie, con Michel Jourdan e Pierre Porte, dans Gloria, 2011

### Lettore
Monsignor di Falco ha partecipato a diversi album di musica come lettore:
- Conversation avec Dieu, in Spiritus Dei, 2011
- L'Histoire de Spiritus Dei, lettore e autore, in Spiritus Dei, 2011
- Je cherche ton visage, in Gloria, 2011
- Aux amis de Spiritus Dei, con preti, lettore e autore, in Gloria, 2011
- La Prière, in Thérèse, vivre d'amour, 2013

## Genealogia episcopale
La genealogia episcopale è:
- Cardinale Scipione Rebiba
- Cardinale Giulio Antonio Santori
- Cardinale Girolamo Bernerio, O.P.
- Arcivescovo Galeazzo Sanvitale
- Cardinale Ludovico Ludovisi
- Cardinale Luigi Caetani
- Cardinale Ulderico Carpegna
- Cardinale Paluzzo Paluzzi Altieri degli Albertoni
- Papa Benedetto XIII
- Papa Benedetto XIV
- Papa Clemente XIII
- Cardinale Marcantonio Colonna
- Cardinale Giacinto Sigismondo Gerdil, B.
- Cardinale Giulio Maria della Somaglia
- Cardinale Carlo Odescalchi, S.I.
- Vescovo Eugène de Mazenod, O.M.I.
- Cardinale Joseph Hippolyte Guibert, O.M.I.
- Cardinale François-Marie-Benjamin Richard
- Vescovo Marie-Prosper-Adolphe de Bonfils
- Cardinale Louis-Ernest Dubois
- Cardinale Georges-François-Xavier-Marie Grente
- Arcivescovo Marcel-Marie-Henri-Paul Dubois
- Cardinale François Marty
- Cardinale Jean-Marie Lustiger
- Vescovo Jean-Michel Di Falco